# Golfpokal 1970
Die erste Ausgabe des Golfpokals fand vom 27. März bis zum 3. April 1970 in Bahrain statt. Kuwait gewann den ersten Titel dieses Turniers.

## Modus
Es spielte jeder gegen jeden, die Mannschaft mit den meisten Punkten gewann das Turnier.

## Spiele und Ergebnisse
| Pl. | Land          | Sp. | S | U | N | Tore    | Diff. | Punkte |
| --- | ------------- | --- | - | - | - | ------- | ----- | ------ |
| 1.  | Kuwait        | 3   | 3 | 0 | 0 | 010:400 | +6    | 06     |
| 2.  | Bahrain       | 3   | 1 | 1 | 1 | 003:400 | −1    | 03     |
| 3.  | Saudi-Arabien | 3   | 0 | 2 | 1 | 002:400 | −2    | 02     |
| 4.  | Katar         | 3   | 0 | 1 | 2 | 004:700 | −3    | 01     |

|               |   |               |     |
| 27. März 1970 |   |               |     |
| Bahrain       | – | Katar         | 2:1 |
| 28. März 1970 |   |               |     |
| Kuwait        | – | Saudi-Arabien | 3:1 |
| 30. März 1970 |   |               |     |
| Bahrain       | – | Saudi-Arabien | 0:0 |
| 31. März 1970 |   |               |     |
| Kuwait        | – | Katar         | 4:2 |
| 2. April 1970 |   |               |     |
| Katar         | – | Saudi-Arabien | 1:1 |
| 3. April 1970 |   |               |     |
| Kuwait        | – | Bahrain       | 3:1 |

## Statistik
- Bester Spieler: Khaled Ballan (Katar)
- Bester Torwart: Ahmad Eid (Saudi-Arabien)
- Beste Torschützen: Mohammed al-Masʿud (Kuwait) und Dschawad Chalaf (Kuwait) 3 Tore.